# Вишенський парк
Парк «Вишенський» — міський парк у Вінниці, розташований на південній околиці житлового масиву Вишенька, північна частина обмежується вул. Андрія Первозваного та вул. Костянтина Василенка, південна частина парку є трав'яним берегом Вишенського озера створеного на річці Вишня одночасно з парком. Берег є широкою зоною відпочинку мешканців західної частини міста. 

## Історія створення
Парк-пам'ятку садово-паркового мистецтва загальнодержавного значення спочатку було створено як «Парк Дружби народів», закладений у 1972 році на честь 50-річчя утворення СРСР. Виділяється типовими для широколистянолісової смуги та лісостепу деревно-чагарниковими видами. У квітні, під час повномаштабної війни проти України парк перейменовано, разом із переліком вулиць, які мали відношення до культури агресора.

## Паркова рослинність
Паркову рослинність складають різновиди дубів, кленів, липи, берези, осики, тополів, верб, каштана, горіха, ялини, сосни, модрини, ялиці. Вищі деревні яруси складають горобина, калина, бузок, черемха, глід, кизил, черешня, яблуня, груша та багато трав'яного покриву — деревій, ромашка, королиця, звіробій, суниця тощо. Насадження чергуються з галявинами, багатими розкішним лучно-злаковим різнотрав'ям.Загальна площа парку складає 45 га і має у своєму складі упорядковані алеї, а також дендрарій. Останній займає площу 8 га. Численні алеї сформовані дубом звичайним, липою, кленом, березою, горобинами. Своєрідним продовженням бульвару Космонавтів є центральна алея парку. Вона була закладена у 1981 році.
Парк наділений зручною стежковою мережею, спортивними майданчиками, місцями тихого відпочинку.

## Сучасний стан
На сьогоднішній час паркові площі катастрофічно скорочуються через приватизацію рекреаційної землі під стоянку автомобілів та будівництва двох заправок. Під загрозою зникнення 14-ти рідкісних для області дерев — червоних дубів 35-ти річного віку.
Значна частина території парку, зокрема, береги Вишенського озера й особливо південно-східна частина парку потребують організації та впорядкування, з огляду на сучасний стан.

## Концепція розвитку парку
У 2013 році була створена робоча група, яка, спираючись на досвід швейцарських партнерів Вінниці, напрацювала основу для концепції розвитку парку Дружби народів. Остаточну концепцію має сформувати сама громада. Адже тільки за цієї умови кінцевий результат принесе справжню користь і проект буде життєздатним у майбутньому.
Начальник департаменту архітектури, містобудування та кадастру Вінницької міськради Максим Мартинюк повідомив, що в розвитку паркової зони братимуть участь міськрада, населення, орендарі та адміністрація комунального підприємства «Зеленбуд».
Ідеї розвитку парку від громади:
- збереження загальнодоступності місць відпочинку та інтеграція парку в єдину міську інфраструктуру;
- розміщення у парку центру поціновувачів птахів, оранжерею, сад каміння;
- облаштування місць для паркування авто та появу в цій зоні комфортних закладів харчування;
- передбачається поява сучасних дитячих майданчиків, у тому числі з м'яким покриттям, оновлення наявних спортивних майданчиків та облаштування нових, дві великих літні сцени для проведення концертів і масових заходів, корти для тенісу, дві ковзанки, лижна траса, місця для купання, прокат катамаранів і човнів та ін.

## Дерево щастя
У квітні 2014 року на одній з клумб центральної алеї парку з ініціативи громадської організації «Гармонія Всесвіту» посадили дерево щастя (Товстолист), яке символізує початок відродження парку, біля якого буде створена галявина щастя. Цей вид дерева родом з Північної Америки. Цвіте дерево білими дзвіночками. Виростає до 15 метрів заввишки. Цвіте протягом червня і липня.